# Fabrice Ondoa
Joseph Fabrice Ondoa Ebogo (Iaundé, 24 de dezembro de 1995) é um futebolista Camaronês que atua como goleiro. Atualmente, joga pelo RFS.

## Vida pessoal
Primo do Goleiro André Onana.

## Carreira
Fabrice Ondoa integrou a Seleção Camaronesa de Futebol no Campeonato Africano das Nações de 2017.

## Títulos
Barcelona
- Liga Jovem da UEFA: 2013–14

Camarões
- Campeonato Africano das Nações: 2017